# Astragalus juzepczukii
Astragalus juzepczukii är en ärtväxtart som först beskrevs av Anatol I. Galushko, och fick sitt nu gällande namn av Anatol I. Galushko. Astragalus juzepczukii ingår i släktet vedlar, och familjen ärtväxter. Inga underarter finns listade i Catalogue of Life.